# Полоса обороны

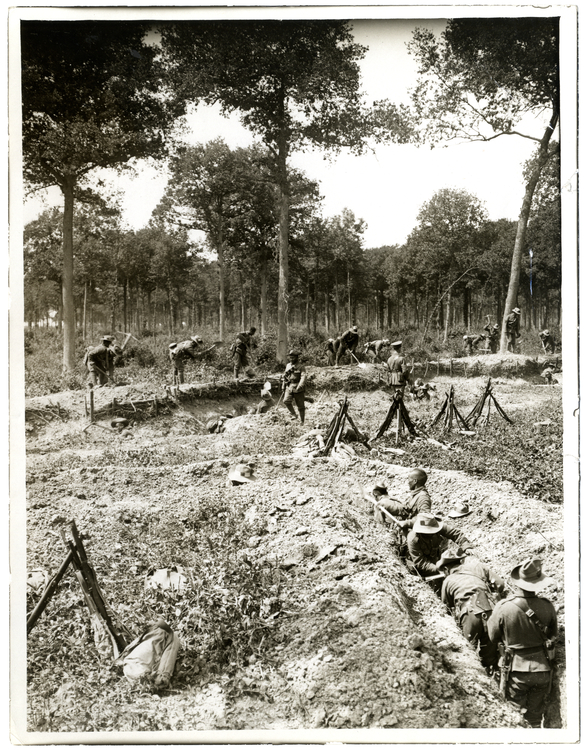
Подразделения гурков готовят оборонительные позиции
(июль 1915)

Полоса обороны — заранее подготовленный участок местности, выделенный для обороны воинскому соединению или объединению, на котором располагаются его силы и средства, организуется система огня, возводятся инженерные заграждения и фортификационные сооружения.
Полоса обороны с фронта ограничивается линией переднего края, с флангов — разграничительными линиями с соседними частями, а с тыла — глубиной боевого порядка или оперативного построения задействованных войск. Пространственные размеры полосы обороны определяются боевыми возможностями защищающего её войскового формирования.
Как правило, при ведении позиционной обороны полоса обороны обустраивается в целях закрепления на важных рубежах и отражения наступательных действий противника. При использовании тактики манёвренной обороны она служит для нанесения поражения противнику путём устройства огневых мешков и последовательного удержания ряда эшелонированных в глубину рубежей.